# Młynica
Młynica (alemán: Mellendorf) es una localidad del distrito de Dzierżoniów, en el voivodato de Baja Silesia (Polonia). Se encuentra en el suroeste del país, dentro del término municipal de Łagiewniki, a unos 7 km al noroeste de la localidad homónima y sede del gobierno municipal, a unos 19 al nordeste de Dzierżoniów, la capital del distrito, y a unos 40 al suroeste de Breslavia, la capital del voivodato. Młynica perteneció a Alemania hasta 1945, año en el que pasó a formar parte del voivodato polaco de Breslavia hasta 1998.
- Datos: Q6951040
- Multimedia: Młynica, Lower Silesian Voivodeship / Q6951040

1. ↑  Worldpostalcodes.org,código postal n.º 58-214.